# Premi e riconoscimenti dei Garbage
Questa pagina riguarda la lista di premi e riconoscimenti dei Garbage, gruppo alternative rock statunitense. 

## Lista di premi

### BMI Awards
| Anno | Categoria                                | Lavoro      | Esito           |
| ---- | ---------------------------------------- | ----------- | --------------- |
| 1997 | Citation of Achievement - Best Pop Award | Stupid Girl | Vincitore/trice |
| 1999 | Citation of Achievement - Best Pop Award | Special     | Vincitore/trice |

### BRIT Awards
| Anno | Categoria                     | Lavoro  | Esito       | Vincitore         |
| ---- | ----------------------------- | ------- | ----------- | ----------------- |
| 1996 | Miglior gruppo internazionale | Garbage | Candidato/a | Bon Jovi          |
| 1996 | Rivelazione internazionale    | Garbage | Candidato/a | Alanis Morissette |

### Grammy Awards
| Anno | Categoria                                      | Lavoro      | Esito       | Vincitore                                   |
| ---- | ---------------------------------------------- | ----------- | ----------- | ------------------------------------------- |
| 1997 | Miglior artista esordiente                     | Garbage     | Candidato/a | LeAnn Rimes                                 |
| 1997 | Miglior canzone rock                           | Stupid Girl | Candidato/a | Tracy Chapman Give Me One Reason            |
| 1997 | Miglior performance rock di un duo o un gruppo | Stupid Girl | Candidato/a | Dave Matthews Band So Much to Say           |
| 1999 | Album dell'anno                                | Version 2.0 | Candidato/a | Lauryn Hill The Miseducation of Lauryn Hill |
| 1999 | Miglior album rock                             | Version 2.0 | Candidato/a | Sheryl Crow The Globe Sessions              |
| 2000 | Miglior canzone rock                           | Special     | Candidato/a | Red Hot Chili Peppers Scar Tissue           |
| 2000 | Miglior performance rock di un duo o un gruppo | Special     | Candidato/a | Santana and Everlast Put Your Lights On     |

### MTV Europe Music Awards
| Anno | Categoria                   | Lavoro      | Esito           | Vincitore               |
| ---- | --------------------------- | ----------- | --------------- | ----------------------- |
| 1996 | Miglior artista rivelazione | Garbage     | Vincitore/trice | Vincitore/trice         |
| 1996 | Miglior gruppo              | Garbage     | Candidato/a     | Oasis                   |
| 1996 | Miglior canzone             | Stupid Girl | Candidato/a     | Oasis Wonderwall        |
| 1998 | Miglior gruppo              | Garbage     | Candidato/a     | Spice Girls             |
| 1998 | Miglior artista rock        | Garbage     | Candidato/a     | Aerosmith               |
| 1998 | Miglior videoclip           | Push It     | Candidato/a     | Massive Attack Teardrop |

### MTV Video Music Awards
| Anno | Categoria                  | Lavoro      | Esito           | Vincitore                                     |
| ---- | -------------------------- | ----------- | --------------- | --------------------------------------------- |
| 1996 | Breakthrough Video         | Queer       | Candidato/a     | Smashing Pumpkins Tonight, Tonight            |
| 1996 | Best New Artist in a Video | Stupid Girl | Candidato/a     | Alanis Morissette Ironic                      |
| 1998 | Best Group Video           | Push It     | Candidato/a     | Backstreet Boys Everybody (Backstreet's Back) |
| 1998 | Best Alternative Video     | Push It     | Candidato/a     | Green Day Good Riddance (Time of Your Life)   |
| 1998 | Breakthrough Video         | Push It     | Candidato/a     | The Prodigy Smack My Bitch Up                 |
| 1998 | Best Direction             | Push It     | Candidato/a     | Madonna Ray of Light                          |
| 1998 | Best Editing               | Push It     | Candidato/a     | Madonna Ray of Light                          |
| 1998 | Best Art Direction         | Push It     | Candidato/a     | Björk Bachelorette                            |
| 1998 | Best Cinematography        | Push It     | Candidato/a     | Fiona Apple Criminal                          |
| 1998 | Best Special Effects       | Push It     | Candidato/a     | Madonna Frozen'                               |
| 1999 | Best Special Effects       | Special     | Vincitore/trice | Vincitore/trice                               |
| 1999 | Best Art Direction         | Special     | Candidato/a     | Lauryn Hill Doo Wop (That Thing)              |

### MTV Movie Awards
| Anno | Categoria       | Lavoro   | Esito       | Vincitore        |
| ---- | --------------- | -------- | ----------- | ---------------- |
| 1997 | Miglior canzone | #1 Crush | Candidato/a | Bush Machinehead |

### MVPA Music Video Awards
| Anno | Categoria                                      | Lavoro  | Esito           | Vincitore                        |
| ---- | ---------------------------------------------- | ------- | --------------- | -------------------------------- |
| 1999 | Video Alternativo dell'anno                    | Push It | Candidato/a     | Squarepusher Come On My Selector |
| 1999 | Miglior styling in un video musicale           | Push It | Candidato/a     | Smashing Pumpkins Ava Adore      |
| 1999 | Miglior hair-styling in un video musicale      | Push It | Candidato/a     | Sugar Ray Every Morning          |
| 1999 | Miglior Make-up in un video musicale           | Push It | Vincitore/trice | Vincitore/trice                  |
| 1999 | Migliori Effetti Speciali in un video musicale | Special | Candidato/a     | Madonna Frozen                   |

### WAMI Awards
| Anno | Categoria                                       | Lavoro                  | Esito           | Vincitore                                           |
| ---- | ----------------------------------------------- | ----------------------- | --------------- | --------------------------------------------------- |
| 1997 | Canzone dell'anno                               | Stupid Girl             | Vincitore/trice | Vincitore/trice                                     |
| 1999 | Canzone dell'anno                               | Special                 | Vincitore/trice | Vincitore/trice                                     |
| 2000 | Canzone dell'anno                               | The World is Not Enough | Candidato/a     | Citizen King Better Days (And the Bottom Drops Out) |
| 2002 | Migliore nella categoria Rock/Alternative/Metal | Garbage                 | Vincitore/trice | Vincitore/trice                                     |